# Nhân học kinh tế
Nhân học kinh tế là một lĩnh vực cố gắng giải thích hành vi kinh tế của con người trong phạm vi lịch sử, địa lý và văn hóa. Nhân học kinh tế là sự kết hợp của kinh tế học và nhân chủng học. Nó được thực hiện bởi các nhà nhân chủng học và có mối quan hệ phức tạp với bộ môn kinh tế học, và có vai trò rất quan trọng. Nguồn gốc của nhân học kinh tế với tư cách là một lĩnh vực phụ của nhân học xuất hiện với công việc của nhà sáng lập nhân học người Ba Lan Bronisław Malinowski và người Pháp Marcel Mauss về bản chất của sự có đi có lại như một giải pháp thay thế cho trao đổi thị trường. Phần lớn, các nghiên cứu về nhân học kinh tế tập trung vào giao thương.